# Los Palacios (vino)
Los Palacios es una indicación geográfica utilizada para designar los vinos de la zona vitícola andaluza que abarca superficies incluidas en los términos municipales de Los Palacios y Villafranca, Utrera, Dos Hermanas y Alcalá de Guadaíra, en la provincia de Sevilla, España.
Esta indicación geográfica fue reglamentada en 2003.

## Variedades de uva
Son vinos elaborados con las variedades blancas de Airén, Colombard y Sauvignon Blanc.

## Tipos de vino
- Blancos: con una graduación volumétrica natural mínima de 10'5º.